# 아르투르 아흐맛후진
아르투르 카밀레비치 아흐맛후진(러시아어: Арту́р Ками́левич Ахматху́зин, 1988년 5월 21일~)은 러시아의 전직 펜싱 선수로, 주 종목은 플뢰레이다. 또한 그는 2012년 하계 올림픽의 펜싱 남자 플뢰레 개인전과 펜싱 남자 플뢰레 단체전에 참가하였다. 그러나 개인전 16강에서 탈락하였고, 단체전은 5위로 마감하였다.